# Холидей Классик
Холидей Классик (Holyday Classic) — сеть продовольственных магазинов, действовавшая на территории некоторых регионов Западной Сибири. Входила в группу компаний «Холидей», основанную в 2000 году. Головной офис находился в Новосибирске.

## История
К 1 января 2014 года площадь всех магазинов, расположенных в Кемеровской, Новосибирской, Омской, Томской областях и Алтайском крае, составляла около 245,1 тыс. м².
В марте 2015 году в новосибирском ТЦ «Роща» открылся магазин в новом для сети формате премиального уровня.
17 января 2016 года в Новосибирске произошло закрытие супермаркета «Холидей Классик», который находился в ТЦ «Фестиваль» на площади Маркса.